# 王謠
王謠（1524年—？年），字民皥，號康衢，四川成都府漢州什邡縣人，明朝政治人物。

## 生平
由縣學生中式四川鄉試第五十六名舉人，會試中式第六十一名。治《書經》，年三十六歲中式嘉靖四十四年（1565年）乙丑科第三甲第一百八十名進士。吏部观政，本年十月授休寧縣知縣。隆慶三年（1569年）闰六月考选，擢南京福建道監察御史。五年二月升河南佥事，万历元年（1573年）九月升陕西参议，丁忧，卒。

## 家族
曾祖王朝荣，祖王翔，父王本堅，嫡母劉氏；生母揭氏。兄詠，弟誠；詩；謀；許；諧。
有子王大合，萬曆進士。